# Église Saint-Sylvestre-et-Sainte-Colombe de Colombiers
L'église Saint-Sylvestre-et-Sainte-Colombe de Colombiers est une église romane située à Colombiers, dans le département français de l'Hérault et la région Occitanie.
Un premier lieu de culte a été bâti ici sur la butte proche de l’antique chemin de terre qui précéda la voie domitienne. Sa date d’implantation précise est inconnue, sans doute à l’époque paléochrétienne.
L’église a ainsi traversé trois périodes : paléochrétienne (wisigothique), romane et moderne, sans jamais être délaissée en tant que lieu de culte. Elle a subi de nombreux remaniements, notamment au XIXe siècle.
En 1987, sous l’impulsion passionnée du père Itié, prêtre de la paroisse, avec la participation matérielle et financière de la municipalité et celle de bénévoles, l’édifice fut dégagé de ses multiples ajouts pour retrouver la simplicité et l’unité d’un lieu propice à la méditation.

## L’église paléochrétienne

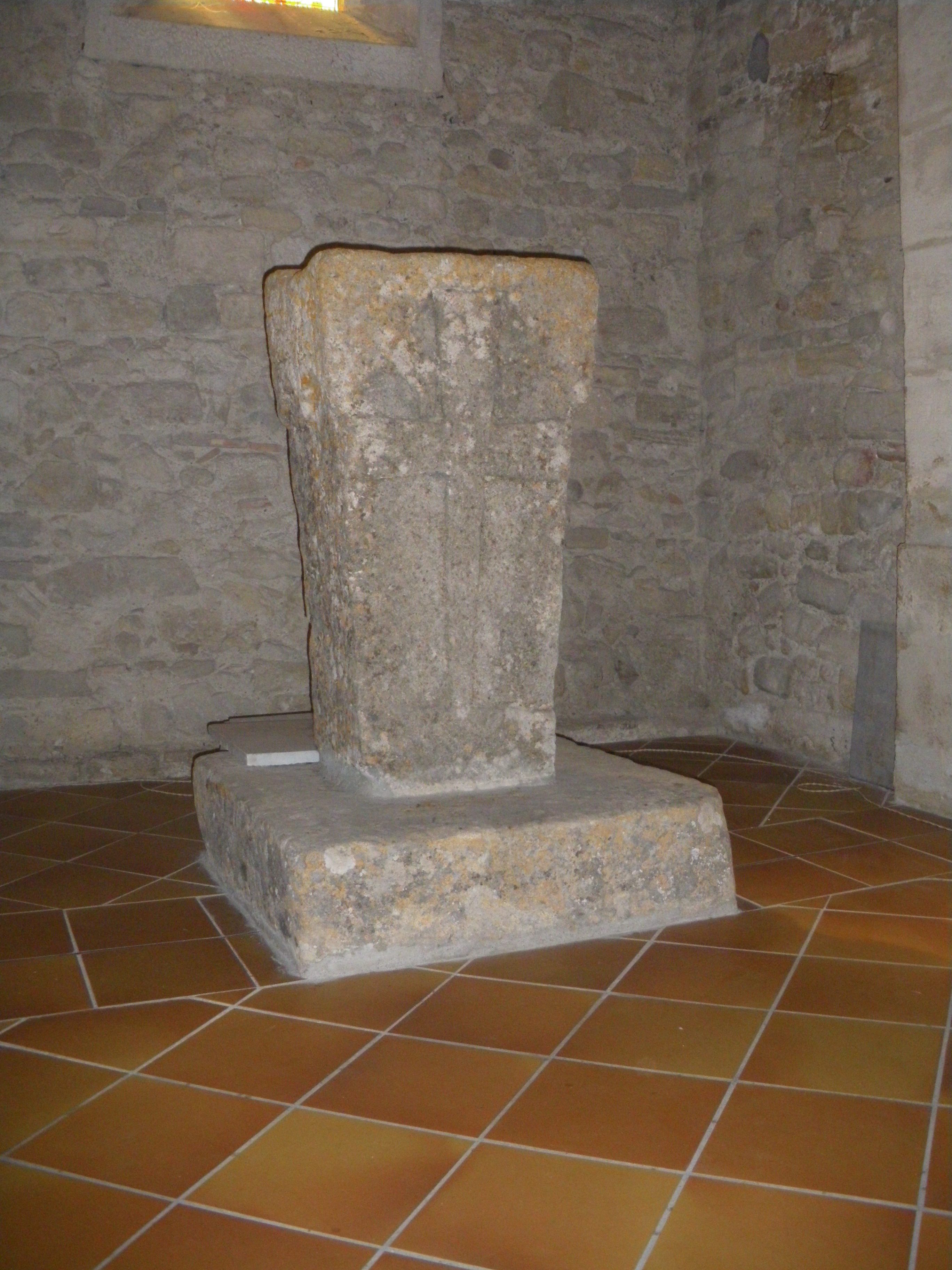
Autel wisigothique de l'église Saint-Sylvestre-et-Sainte-Colombe.

De surface réduite, elle occupait le chœur actuel. Les vestiges en sont les deux chapiteaux à crochets et l’autel wisigothique classé monument historique.
Les fouilles de l’antique cimetière ont mis au jour plusieurs tombes à lauze et des sarcophages dont le mieux conservé, dit à acrotères, est exposé au fond de l’église.

## L’église romane (fin duXesiècleauXIIesiècle)
Elle présente une abside située à l’est comme il se doit, implantée sur l’abside primitive. L’appareil en pierres blondes, petit et régulier, est admirable et mérite d’être vu « côté cour », à l’arrière de l’église.
L’ensemble est de style lombard. Notons le rythme des arcatures jumelles en plein cintre, les arcs prolongés par des bandes lombardes, le fin cordon de billettes.
L’abside est percée de trois ouvertures dites oculi, toutes remaniées. Une seule absidiole : la fragilité du terrain a-t-elle rendu impossible la construction d’une deuxième ? La présence d’un contrefort le laisse supposer.
Les dernières fouilles ont mis au jour les fondations de l’église romane, révélant un sanctuaire moins profond que l’actuel.
La signature lombarde et la voûte de travée de chœur en arc brisé donnent la datation de l’ensemble : fin du XIe siècle et XIIe siècle.

## L’église «moderne»
Au XVIIe siècle, un clocher très haut, surmonté d’une flèche de plus de trois mètres, porte soucis dès le début. En 1782 des réparations s’avèrent nécessaires ; elles sont l’œuvre d’un maçon qui a inscrit son nom dans un cartouche ceint de pierres noires : maître Cardos, de Nissan.
En 1855, la foudre y met le feu, mobilisant la population. On supprime la flèche recouverte de belles terres cuites et on ramène l’ensemble à un aspect plus modeste.
En 1868, on agrandit l’église jugée trop réduite pour l’époque. On repousse les murs sans respecter l’appareillage ancien, on décore à la fresque. On pose les vitraux en faisant appel au maître verrier Gesta de Toulouse.
Les colonnes de la nef sont en monolithe de granit poli, surmontées de chapiteaux à feuilles d’acanthe et pommes de pin, œuvres de maître Razimbaud de Béziers.
Parmi le mobilier sont assez remarquables :
- Les fonts baptismaux médiévaux.

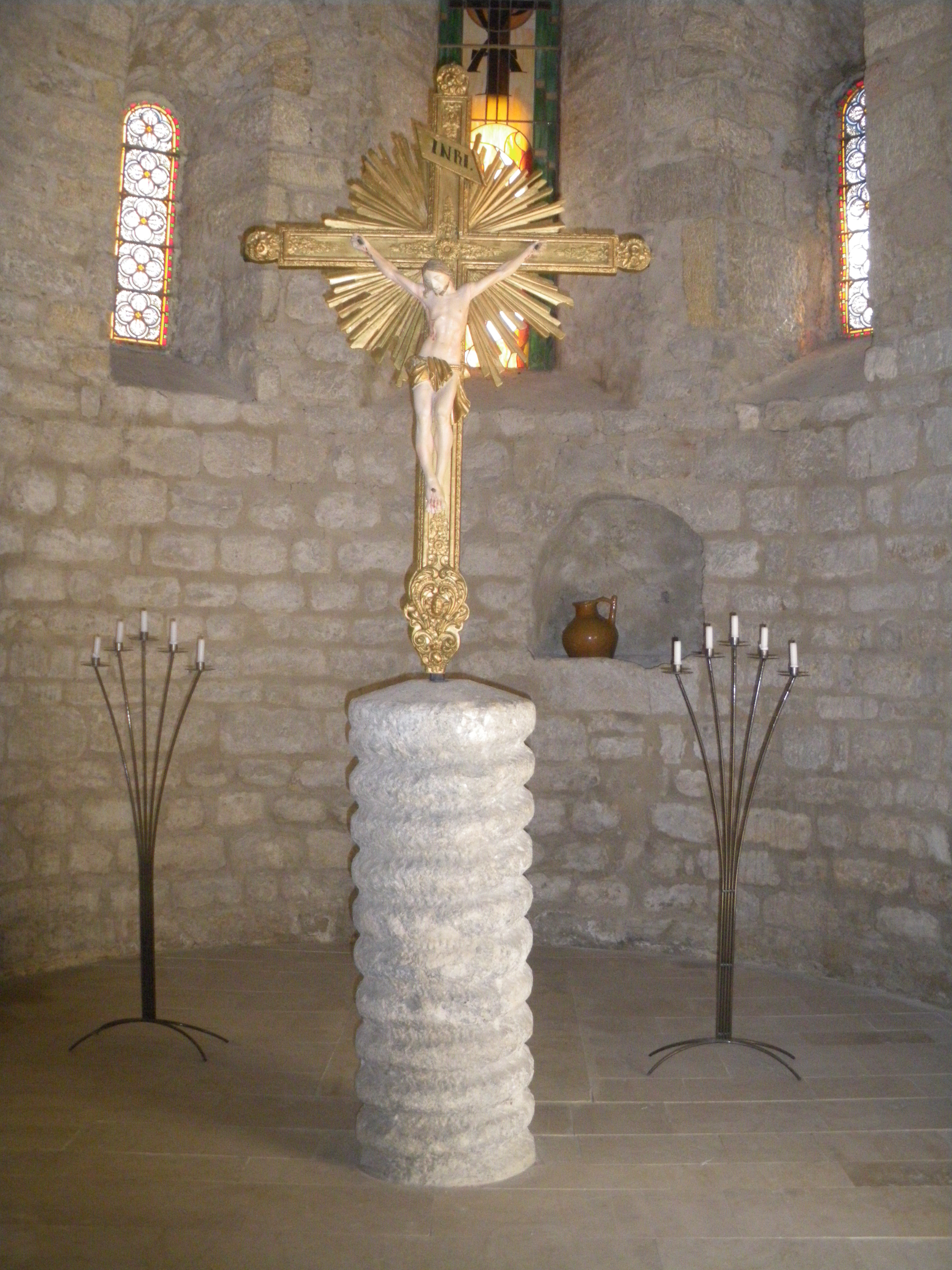

- Dans la chapelle nord, une belle vierge en marbre blanc du XVIIIe.
- Les vitraux : sur le bas-côté Sud, saint Sylvestre, sainte Philomène ; sur le bas-côté Nord, la Vierge immaculée, saint François Xavier ; au centre du porche, l’Assomption de la Vierge. Et le plus remarquable de tous : la grande rosace à cinq lobes avec la Vierge à la chaise d’après Raphaël.
- Le vitrail central de l’abside est tout récent (1992). Œuvre de Colette Vidal et Josiane Joyeux de Maraussan, il figure une colombe dédiée à sainte Colombe, patronne de l’église.
- Un rouleau à dépiquer le blé servant de support à une belle croix de procession du XIXe siècle.
- Une pierre tombale derrière l’autel, en marbre blanc, au nom de Victoire de Barbier, née de Jessée, fille du baron de la Constituante de Paris, habitant le château de Colombiers.
- Le grand tableau assez anachronique, œuvre d’un peintre toulousain du XIXe siècle, représentant saint Sylvestre, patron titulaire de cette église, après sainte Colombe, sacrant l’empereur Constantin, lequel fit l’unité des empires d’Orient et d’Occident.
- Au fond de l’édifice, une stèle funéraire d’époque romaine, portant l’inscription « à ma mère Octavia ».